# Eusauropleura
Eusauropleura is een geslacht van uitgestorven gephyrostegide Reptiliomorpha uit het Pennsylvanien (Laat-Carboon) van Linton, Ohio. 

## Naamgeving
De typesoort en enige soort Eusauropleura digitata werd voor het eerst beschreven in 1868 door de Amerikaanse paleontoloog Edward Drinker Cope als Sauropleura digitata. In 1930 plaatste paleontoloog Alfred Romer de soort in het nieuwe geslacht Eusauropleura, 'de ware Sauropleura'. Romer beschouwde Sauropleura digitata als een reptiel of een meer basaal familielid van reptielen, waardoor het slechts in de verte verwant was aan Sauropleura, een lepospondyle 'amfibie'.
Eusauropleura is bekend van ribben en ledematen, maar er is geen schedel bekend. Het fossiel van het holotype AMNH 8004G is in ventraal zicht bewaard gebleven met een dichte laag van kleine schubben die de onderkant bedekken. De armen en benen zijn bijna compleet. 

## Beschrijving
Eusauropleura lijkt qua uiterlijk op Gephyrostegus uit Tsjechië, met nauw overeenkomende lichaamsverhoudingen. Vergeleken met Gephyrostegus heeft Eusauropleura een zwakker verbeend bekken. De hand heeft vijf vingers met een falangeale telling van 2, 3, 4, 5, 4, wat betekent dat er twee kootjes in de eerste vinger, drie in de tweede, vier in de derde, vijf in de vierde en vier in de vijfde zijn. Romer gebruikte de falangeale telling als bewijs dat Eusauropleura digitata verschilde van Sauropleura, aangezien lepospondylen als Sauropleura slechts vier vingers aan elke hand hebben. Cope was dit reeds opgevallen: de soortaanduiding betekent 'van vingers/tenen voorzien'.